# Huryny (obwód grodzieński)
Huryny (biał. Гурыны, Huryny; ros. Гурины, Guriny) – wieś na Białorusi, w obwodzie grodzieńskim, w rejonie lidzkim, w sielsowiecie Dworzyszcze.

## Historia
W dwudziestoleciu międzywojennym leżały w Polsce, w województwie nowogródzkim, w powiecie lidzkim, w gminie Żyrmuny. W 1921 miejscowość liczyła 130 mieszkańców, zamieszkałych w 22 budynkach, w tym 112 Polaków, 17 Białorusinów i 1 osobę innej narodowości. 112 mieszkańców było wyznania rzymskokatolickiego i 18 prawosławnego.
Po II wojnie światowej w granicach Związku Sowieckiego. Od 1991 w niepodległej Białorusi.